# Pinili
Pinili  (Bayan ng  Pinili) es un municipio filipino de cuarta categoría perteneciente a  la provincia de Ilocos Norte en la Región Administrativa de Ilocos, también denominada Región I.

## Geografía
Tiene una extensión superficial de 89.48 km² y según el censo del 2007, contaba con una población de 16.185 habitantes y 3.172 hogares; 16.732 habitantes el día primero de mayo de 2010

## Barangays
Pinili se divide, a los efectos administrativos, en 25 barangayes o barrios, todos de  carácter rural, excepto Pagdilao (Población), que es urbano.
| - Aglipay - Apatut-Lubong - Badio - Barbar - Buanga - Bulbulala | - Bungro - Cabaroan - Capangdanan - Dalayap - Darat - Gulpeng - Liliputen | - Lumbaan-Bicbica - Nagtrigoan - Pagdilao (Población) - Pugaoan - Puritac - Sacritan | - Salanap - Santo Tomás - Tartarabang - Puzol - Upon - Valbuena (Población) |

## Historia
El lugar se llama Pinili ya que Gregorio Aglipay, natural de Batac y fundador de la cismática Iglesia Filipina Independiente y líder de la guerrilla que luchaba contra el invasor norteamericano en la región de Ilocos.  Aglipay  este seudónimo en idioma tagalo al ocultarse en este municipio montañoso.
Como reconocimiento tiene una estatua donde sostiene en una mano la Biblia y en la otra el revólver.